# Google Answers
Google Answers (de l'anglais signifiant « réponses ») était un service fourni par la société américaine Google, uniquement en anglais, qui permettait à ses utilisateurs de poser des questions en les formulant de manière naturelle, et non sous forme de mots clés. Les personnes chargées d'y répondre, appelées Researchers (fureteurs), étaient recrutées, testées et certifiées par l'entreprise Google. Ces fureteurs recevaient pour chaque réponse la somme fixée au préalable (4 $ et 50 $) par l'utilisateur qui avait posé la question. Google prenait 25 % de commission le reste revenant au spécialiste. Les spécialistes avait une heure pour répondre. Les questions/réponses étaient ensuite regroupées dans une base de connaissance.
Les autres visiteurs pouvaient également laisser un commentaire, le système s'apparentant alors à un forum.
Ce service a été lancé en 2002 en version beta, puis en version finale en 2003.

## Fermeture
Le 28 novembre 2006, Google annonça la fermeture de Google Answers sans donner d'explication particulière. La cause de cet échec pourrait être le fait que cette fonctionnalité était payante, contrairement à la version concurrente de Yahoo!, Questions/Réponses, entièrement gratuite.
En 2007, un article (publié sur le site Google Blogoscoped) rapporte l'analyse d'un ex salarié de Google Answers, qui estime que ce site a cessé d'être soutenu par Google parce qu'il l'estimait pas assez rentable.
Le site est néanmoins toujours accessible en 2025.